# Kröstau
Kröstau ist ein Ortsteil der Gemeinde Weischlitz im Vogtlandkreis in Sachsen. Er wurde am 1. Januar 1974 eingemeindet.

## Geografie

### Lage und Verkehr
Kröstau liegt nördlich des Kernortes Weischlitz an der Kreisstraße K 7864 und am Kröstaubach, einem Zufluss der Weißen Elster. Nördlich verläuft die Staatsstraße S 297 und erstreckt sich das etwa 334,9 ha große Naturschutzgebiet Großer Weidenteich, südlich verläuft die S 311.
Kröstau liegt im Westen des Vogtlandkreises und im sächsischen Teil des historischen Vogtlands. Geografisch liegt der Ort im Zentrum des Naturraums Vogtland (Mittelvogtländisches Kuppenland).
Der Ort ist mit der vertakteten RufBus-Linie 48 des Verkehrsverbunds Vogtland an Weischlitz und Plauen angebunden.

### Nachbarorte
|                 | Kloschwitz                                  | Straßberg |
| Rodersdorf      | Kompassrose, die auf Nachbargemeinden zeigt | Kürbitz   |
| Steins, Schwand | Unterweischlitz                             |           |

## Geschichte
Das Platzdorf Kröstau wurde im Jahr 1328 erstmals als Crosteyn erwähnt. Das Rittergut des Orts ist seit 1583 nachweisbar. Es bestand als Herrensitz jedoch schon eher, denn um 1510 kam Eberhard von Röder in den Besitz des Guts Kröstau. Die weiteren Besitzer waren die Familien von Posseck (ab 1633), von Feilitzsch (ab 1662), von Reibold und Kasten (ab 1766). Letztere ließ um 1808 das ehemalige Schloss und den Wirtschaftshof umbauen bzw. erweitern. Bezüglich der Grundherrschaft gehörte Kröstau anteilig zu den Rittergütern Kröstau und Kürbitz, und bis 1856 als Amtsdorf zum kursächsischen bzw. königlich-sächsischen Amt Plauen. 1856 wurde der Ort dem Gerichtsamt Plauen und 1875 der Amtshauptmannschaft Plauen angegliedert. Das Rittergut Kröstau erwarb im Jahr 1900 Paul Oscar Uibrig. Im Zuge der Bodenreform in der Sowjetischen Besatzungszone ab 1945 wurde das Rittergut Kröstau im Jahr 1945 enteignet und das Gutsgebäude drei Jahre später abgerissen. Lediglich die Wirtschaftsgebäude sind bis heute erhalten geblieben. 
Durch die zweite Kreisreform in der DDR kam die Gemeinde Kröstau im Jahr 1952 zum Kreis Plauen-Land im Bezirk Chemnitz (1953 in Bezirk Karl-Marx-Stadt umbenannt). Am 1. Januar 1974 wurde Kröstau nach Weischlitz eingemeindet. Als Ortsteil von Weischlitz gehörte Kröstau seit 1990 zum sächsischen Landkreis Plauen, der 1996 im Vogtlandkreis aufging.

## Kulturdenkmale
In der Liste der Kulturdenkmale in Weischlitz sind für Kröstau zwei Kulturdenkmale aufgeführt.

## Persönlichkeiten
- Heinrich Dietze (* 1882 in Kröstau; † 1964 in Emden), Politiker (DNVP)